# San José de Solís
San José de Solís är en ort i Mexiko.   Den ligger i kommunen Romita och delstaten Guanajuato, i den centrala delen av landet, 300 km nordväst om huvudstaden Mexico City. San José de Solís ligger 1 762 meter över havet och antalet invånare är 197.
Terrängen runt San José de Solís är platt åt nordost, men åt sydväst är den kuperad. Runt San José de Solís är det ganska tätbefolkat, med 124 invånare per kvadratkilometer. Närmaste större samhälle är Romita, 15,5 km öster om San José de Solís. Trakten runt San José de Solís består till största delen av jordbruksmark.